# 陳秉崧
陳秉崧（？—？），福建省福州府侯官縣人，清朝政治人物、同進士出身。
光緒六年（1880年），参加庚辰科殿試，登進士三甲第35名。同年五月，著分部學習。
已故清華大學土木系教授陳樑生、前中華民國司法院大法官及最高法院院長陳樸生均為其孫。